# Poplave in blatni plazovi v Severovzhodni Braziliji (2022)
Leta 2022 so severovzhodno regijo Brazilije prizadele poplave in blatni plazovi. Njihov vzrok je bilo deževje, ki je prizadelo predvsem zvezne države Pernambuco, Sergipe, Alagoas, Paraíbo in Rio Grande do Norte. V samo treh dneh deževanja so bila v več mestih presežena zgodovinska mesečna povprečja.

## Po zvezni državi

### Pernambuco
Najbolj prizadeta država je bila Pernambuco. Med 28. in 29. majem so Recife razglasile rdeči alarm Nacionalnega inštituta za meteorologijo (Inmet), ki predstavlja veliko količino padavin (več kot 60 mm na uro ali 100 mm na dan) in veliko možnost nezgod. V 24 urah so metropolitansko območje Recife, Zona da Mata in Agreste v Pernambuku zabeležila več kot 100 milimetrov padavin.
Občini Itapissuma in Itaquitinga sta od 27. maja od 6. ure zjutraj do 28. maja do 6. ure zjutraj zabeležili večjo količino padavin, kot jih je bilo napovedanih za celoten mesec. Občine Recife, Olinda, Jaboatão dos Guararapes, São Lourenço da Mata, Igarassu in Abreu e Lima ter vsaj dvanajst drugih je v 24 urah zabeležilo več kot 200 mm padavin.
V samo Velikem Recifeju je bilo skupno 106 smrtnih žrtev, do danes pa je pogrešanih še 10 ljudi. V Jardim Monte Verdeju, v soseski Ibura (južno od Velikega Recifeja), je umrlo najmanj 21 ljudi. Poleg tega je zaradi deževja brez strehe nad glavo ostalo še 4000 ljudi.

### Alagoas
Zvezno državo je prizadelo močno deževje, več kot 10.000 ljudi je ostalo brez strehe nad glavo, še več kot 3.000 brezdomcev pa je bilo močno prizadetih. V glavnem mestu Maceió je padlo več kot 250 mm padavin, kar je preseglo zgodovinsko mesečno povprečje kraja. Vsaj 33 občin v državi je razglasilo izredno stanje.

## Odzivi vlade
Guverner Pernambuca, Paulo Câmara, je kot okrepitev pomoči predvidel napotitev 92 novih vojakov iz vojaške gasilske enote Pernambuco in sprostil 100 milijonov realov za reševanje. Vlada, kot tudi 14 občin v metropolitanski regiji Veliki Recife, je razglasila izredne razmere in zaprosila za podporo Severovzhodnega vojaškega poveljstva za iskalne in reševalne službe. Recife je odprl šole in dnevne centre za sprejem družin v stiski.

### Odzivi zvezne vlade
Na dan tragedije je predsednik Jair Bolsonaro dal na voljo milijardo realov za nujno pomoč in obnovo hiš. Predsednik je 30. maja 2022 prizorišče preletel s helikopterjem, vendar pristanek ni bil mogoč.